# Стрелецкие палаты
Музей Московских стрельцов «Стрелецкие палаты» — музей военной истории Российского военно-исторического общества, расположенный в Москве, в здании палат Титовых, памятнике архитектуры XVII—XVIII веков. Полноправными хозяевами Музея являются стрельцы, которым посвящены основные экспозиции — «Московские стрельцы» и «Служилые люди государства Московского». Музей знакомит с историей первого регулярного войска Руси — стрелецкого и его насыщенной и непростой историей. В залах можно увидеть как подлинные предметы, так и документы, исторические реконструкции, художественные произведения, материалы архивных фондов.

## Здание
Объект культурного наследия народов РФ федерального значения. Рег. № 771410416260006 (ЕГРОКН). Объект № 7710555000 (БД Викигида)
| 50-70-е гг. XVII века по 1753 г.                                         |
| ------------------------------------------------------------------------ |
| Титов Семен Степанович (Думный дьяк Разрядного приказа)                  |
| Титов Григорий Семенович (голова Московских стрельцов)                   |
| Титов Василий Григорьевич (полковник)                                    |
| Титова Авдотья Алексеевна и Титов Михаил Васильевич (надворный советник) |
| С середины XVII века по середину XIX века                                |
| Колесников Иван (купец, 1793 г.)                                         |
| Волокитин Иван (мещанин, 1818 г.)                                        |
| Евреинов Егор (титулярный советник, 1848 г.)                             |
| 1848-1854 гг.                                                            |
| Дровин Иван Лаврентьевич (государственный крестьянин, позже мещанин)     |
| 1854-1899 гг.                                                            |
| Рождественский Лаврентий Михайлович (мещанин)                            |
| Рождественская Ольга Алексеевна (мещанка)                                |
| Ананьева Анна Лаврентьевна                                               |
| Василькова Мария Лаврентьевна                                            |
| Серикова Екатерина Лаврентьевна                                          |
| С 1899 по 1910—1914 гг.                                                  |
| Серикова Екатерина Лаврентьевна                                          |
| С 1910—1914 гг. по 1917                                                  |
| Королев Николай Борисович (крестьянин)                                   |

«Стрелецкие палаты» более известны как «Палаты Титова». Их первым владельцем был думный дьяк Семен Степанович Титов, живший во времена царя Алексея Михайловича и в середине 1660-х годов получивший от него в награду за службу участок для застройки.
Здание, выстроенное в характерном для XVII века архитектурном стиле, сегодня находится во дворе сталинского Дома писателей, почти напротив Третьяковской галереи (напротив Инженерного корпуса).
Потомки Титова владели зданием до конца XVII века, после чего владельцы менялись много раз, а само здание неоднократно перепланировалось. Среди владельцев были как дворяне, так и люди более простого звания — купцы и мещане. При этом именно невысокое имущественное положение владельцев спасло дом от сноса и замены особняком в каком-нибудь из модных в XVIII—XIX веках архитектурных стилей. Последнюю перестройку дом пережил в 1760 году.
При последнем дореволюционном владельце — крестьянине Н. Б. Королеве — дом был подключён к водопроводу и канализации. К этому времени он использовался как доходный — был разделён на квартиры, которые сдавались жильцам в наём. При Советской власти девять располагавшихся в нём квартир стали коммунальными. В 1975 году жильцы из дома были выселены и получили новые квартиры в новостройках, а в самом здании в 1976 году начались ремонтные работы, во времена перестройки приостановленные.
В 2010-х годах здание было отреставрировано, после чего в нём открылись сперва выставочные залы (в 2014 году), а затем — Музей.

## Экспозиции

### «Московские стрельцы»
Охватывающая несколько залов музея, оснащённая по современным музейным принципам, экспозиция подробно освещает все стороны быта, истории и традиций стрелецкого войска со времён Ивана Грозного до Петра I. Представлено обмундирование, оружие, предметы повседневного использования, мультимедийные и дополнительные материалы.

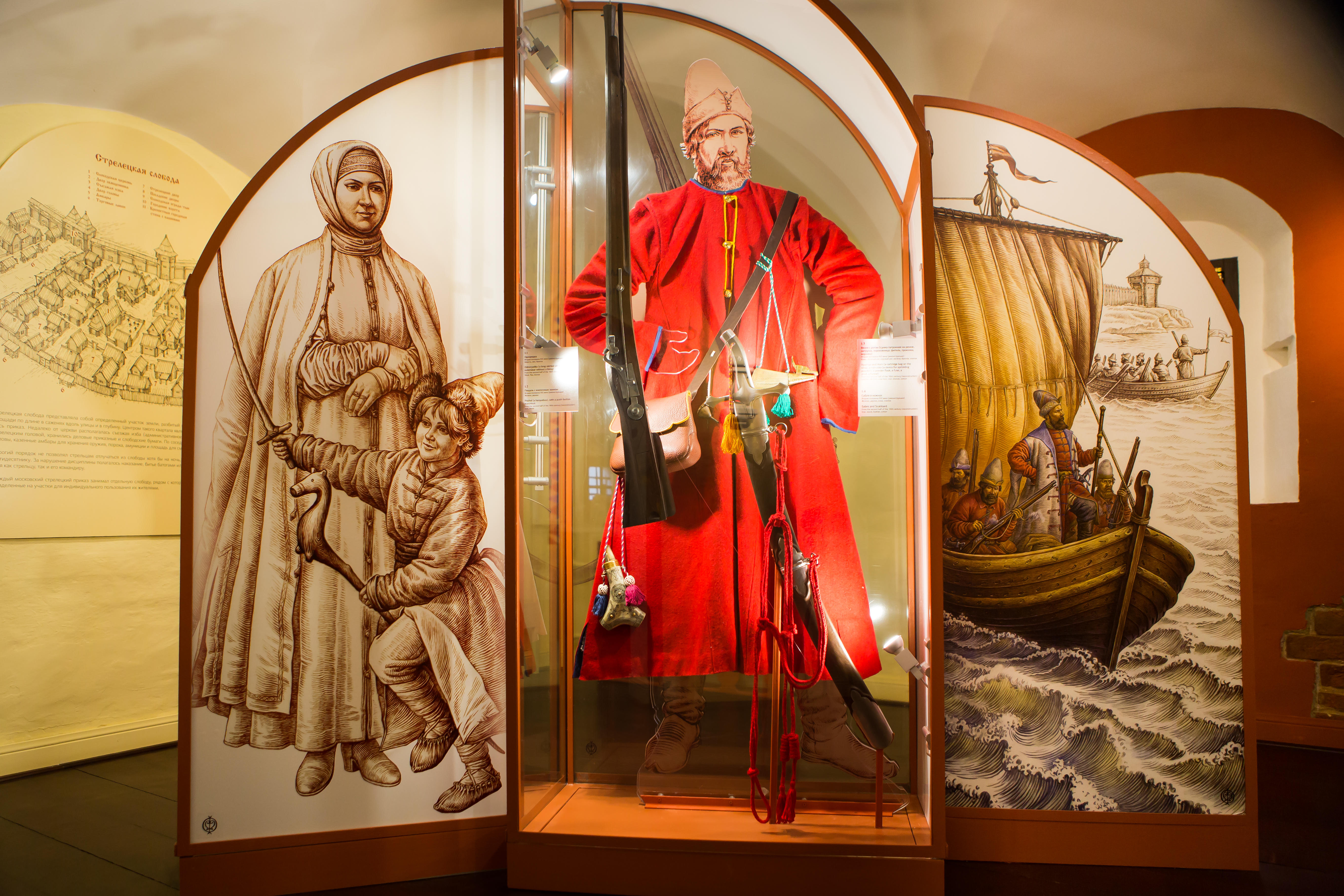
Зал «Иван Грозный»
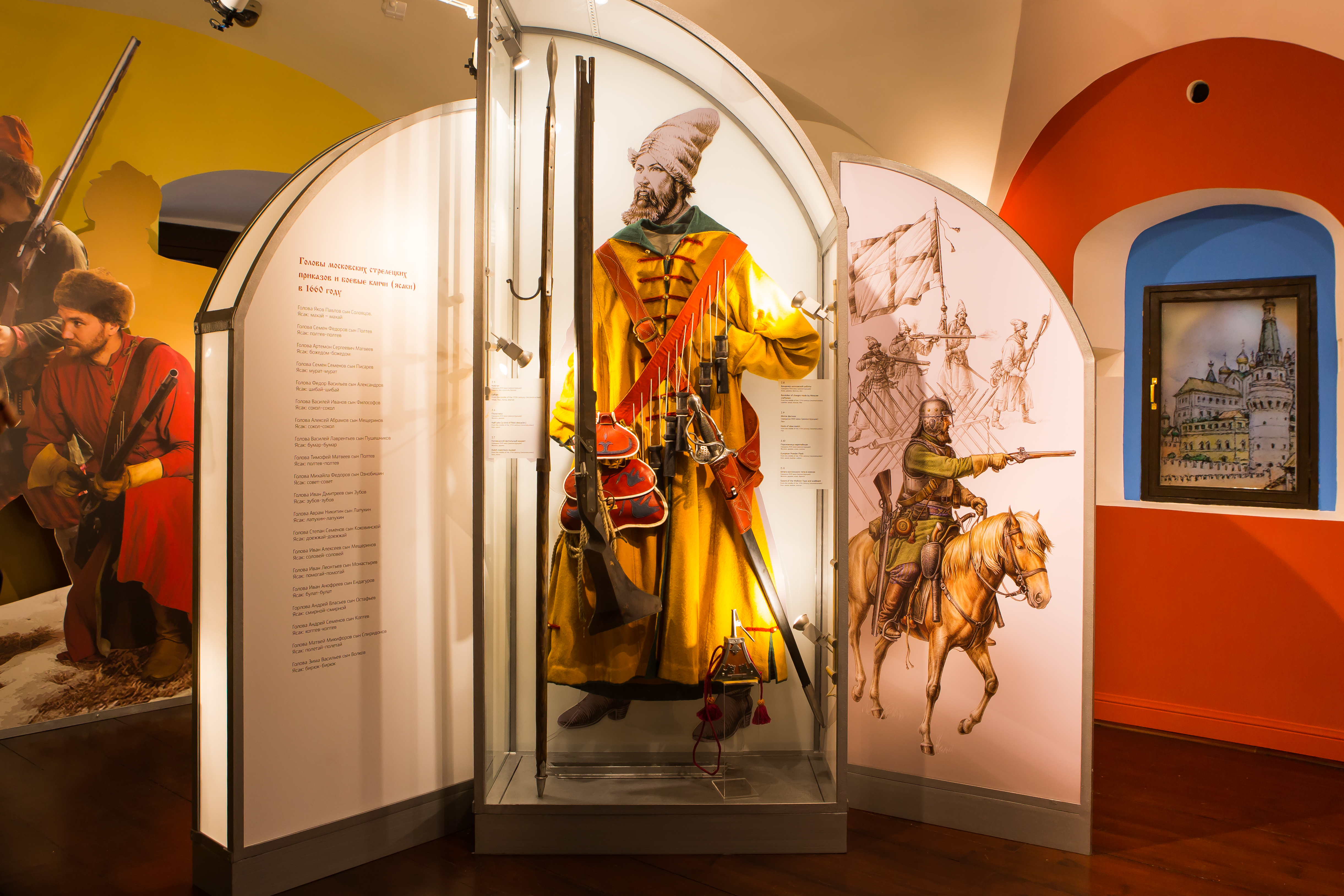
Зал «Алексей Михайлович»
Зал «Пётр Первый»
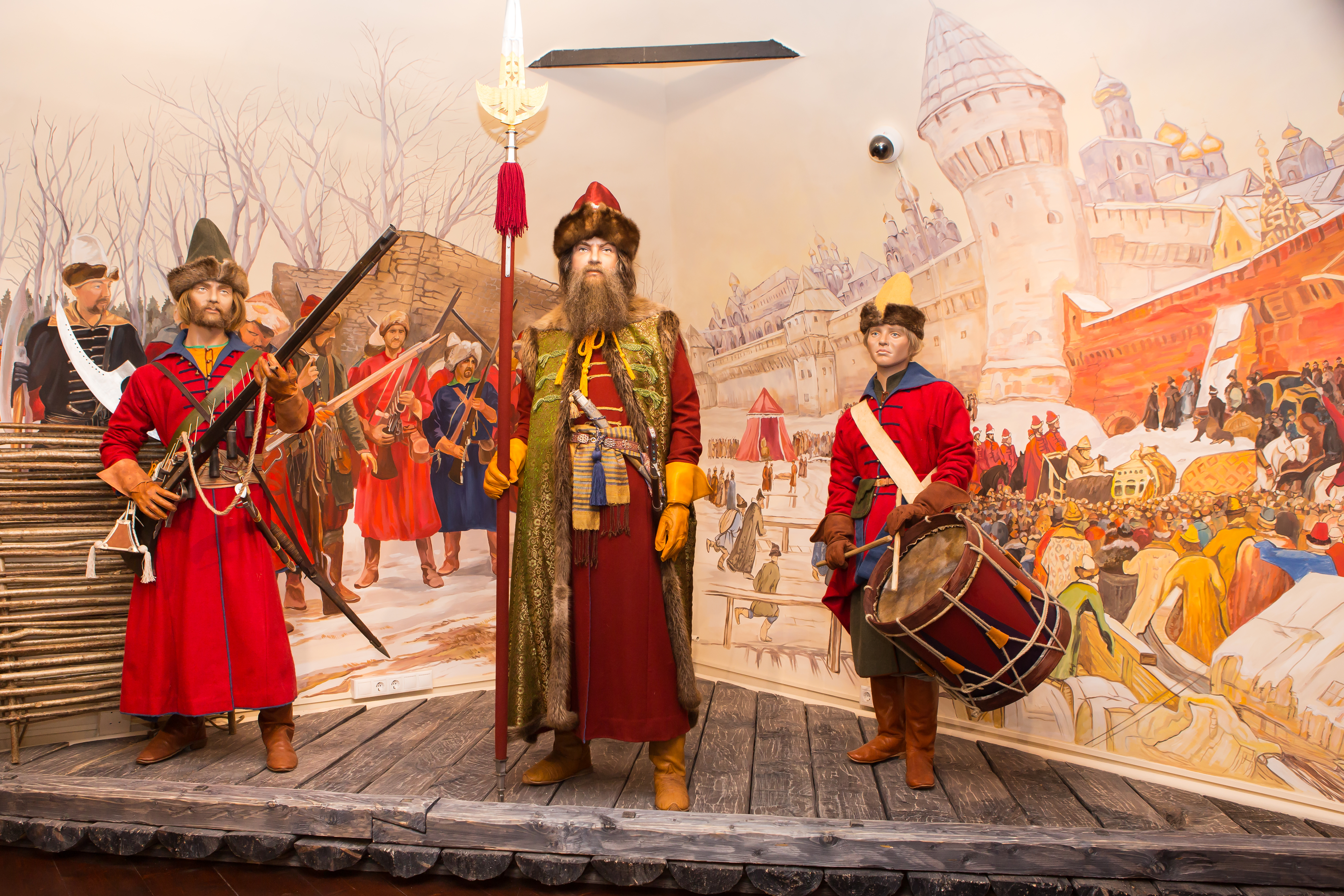
Интерактивный зал

### «Служилые люди государства Московского»
Экспозиция, размещённая в восьми залах, рассказывает о войнах и походах Русского государства XVII века, об организации армии, её униформе, а также о том, как строилась российская внешняя политика в тот период. Из экспозиции можно почерпнуть полезные сведения не только о воинских подвигах, но также дипломатии и торговле того времени.
Открытие экспозиции было приурочено ко Дню Героев Отечества, который отмечается в России 9 декабря.

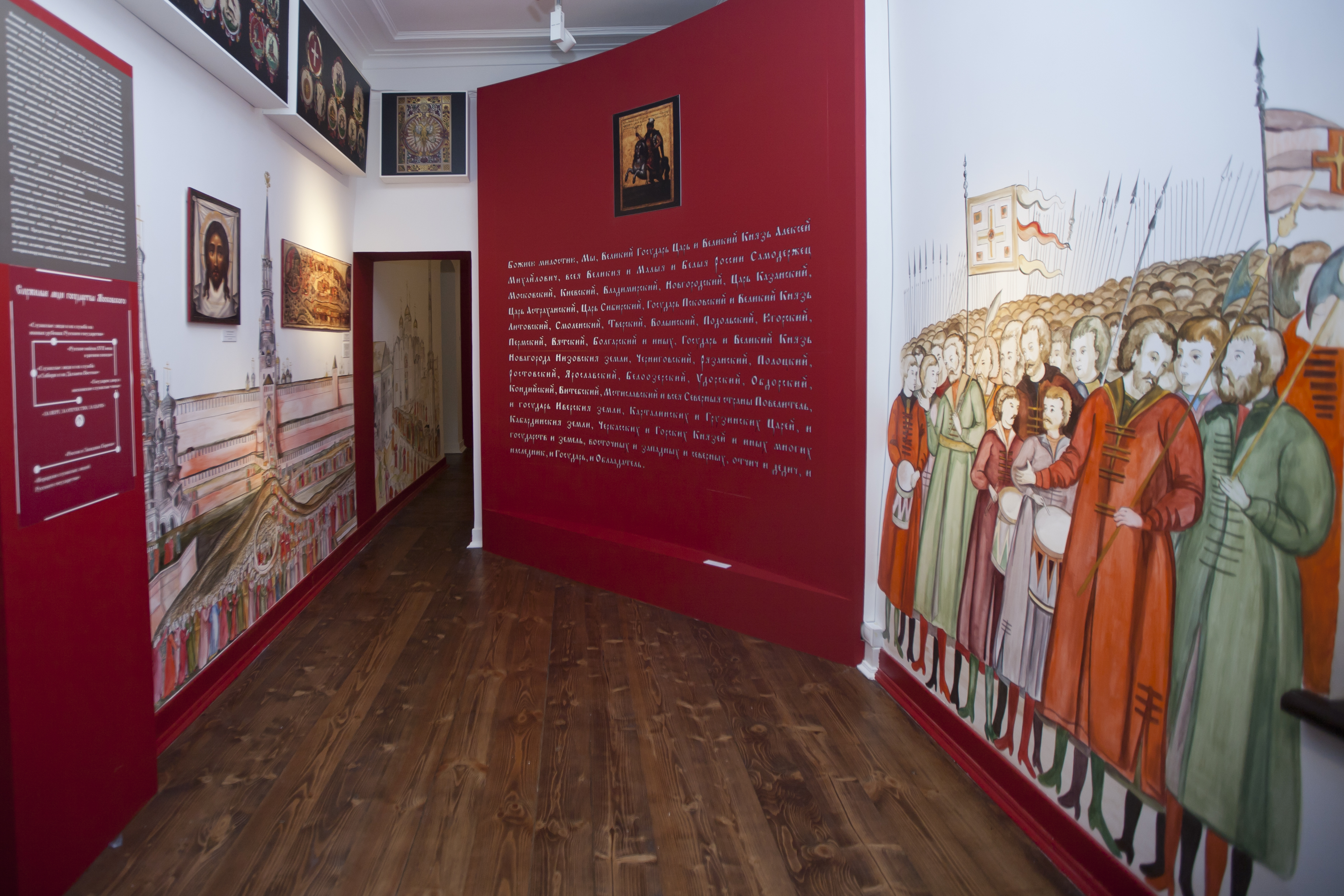
«Царский зал» - «За веру, за Отечество, за царя!».
«Служилые люди и их служба в Сибири и на Дальнем Востоке»
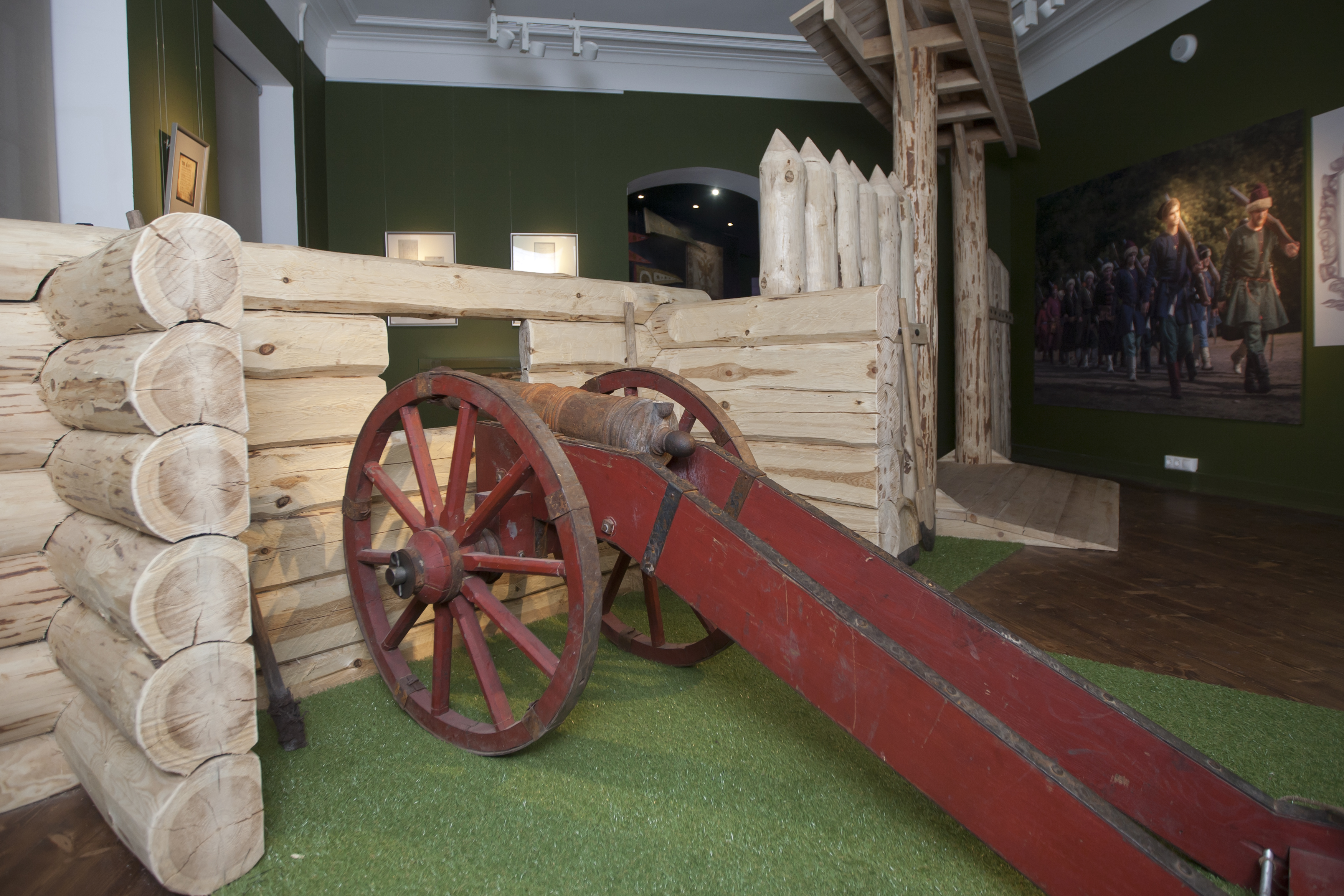
«Служилые люди и их служба на южных рубежах Русского государства»
«Русское войско в ратном походе XVII века»

## Интерактивный музей
У посетителей Музея есть возможность воспользоваться функцией «дополненной реальности» с помощью уникального штрихкода на билете, который является ключом к интерактивно-познавательной зоне, для полного погружения в мир стрельцов.
Билет, купленный в кассе, имеет штрихкод, который активизируется в специальных тач-терминалах, расположенных в тематических залах экспозиции «Московские стрельцы».
В интерактивных зонах можно узнать о важных исторических событиях и главных темах из жизни и быта стрельцов, овладеть начальными навыками обращения с мушкетом — старинным ручным огнестрельным оружием, а также отработать подачу боевых и тренировочных сигналов стрелецкого войска с помощью стрелецкого барабана.

Интерактивные зоны
Интерактивные зоны
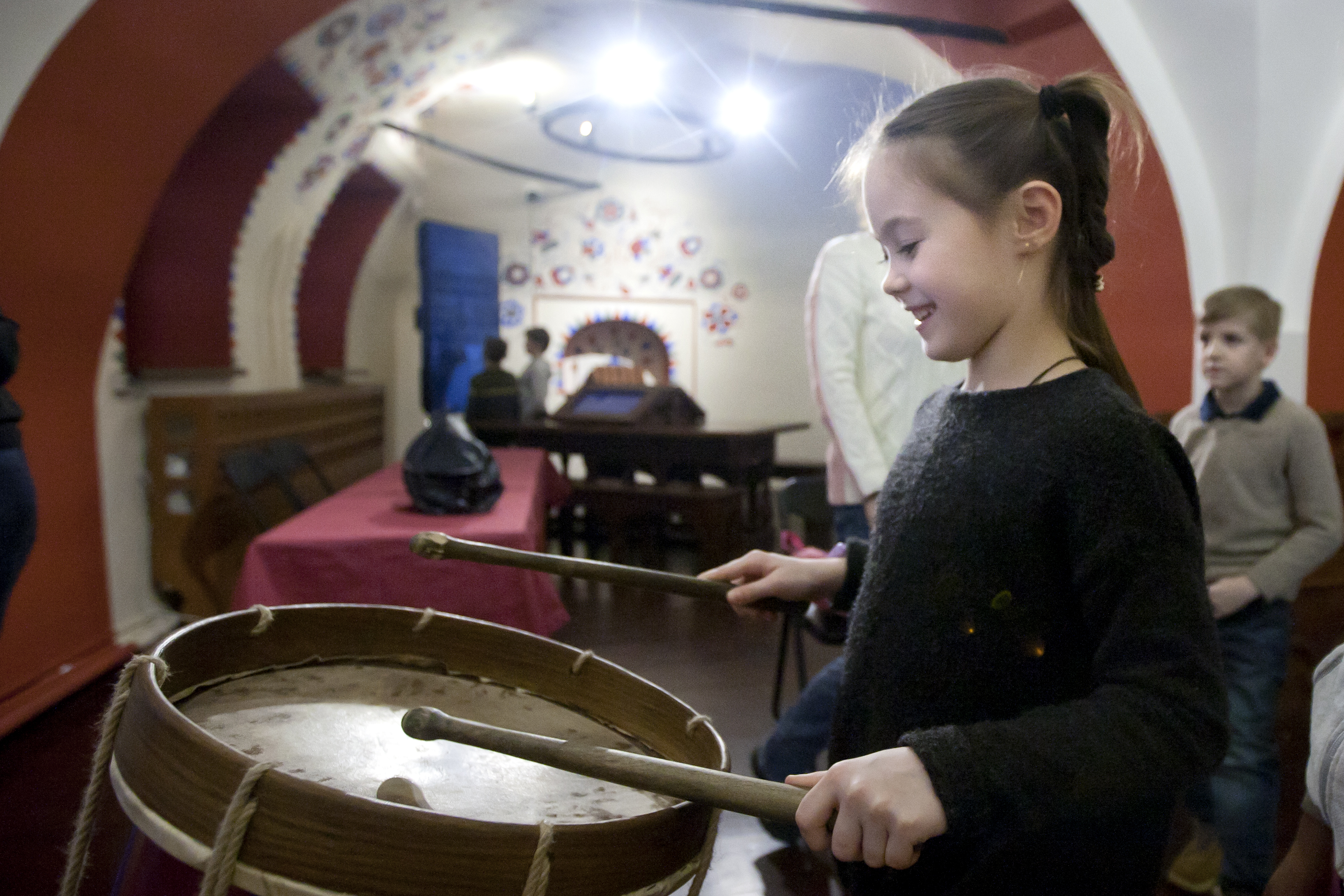
Интерактивные зоны

## Экскурсии по экспозициям музея
- Экскурсия по экспозиции «Московские стрельцы»
- Экскурсия по экспозиции «Служилые люди государства Московского»
- Интерактивные костюмированные экскурсии с мастер-классами
- Пешеходные костюмированные экскурсии

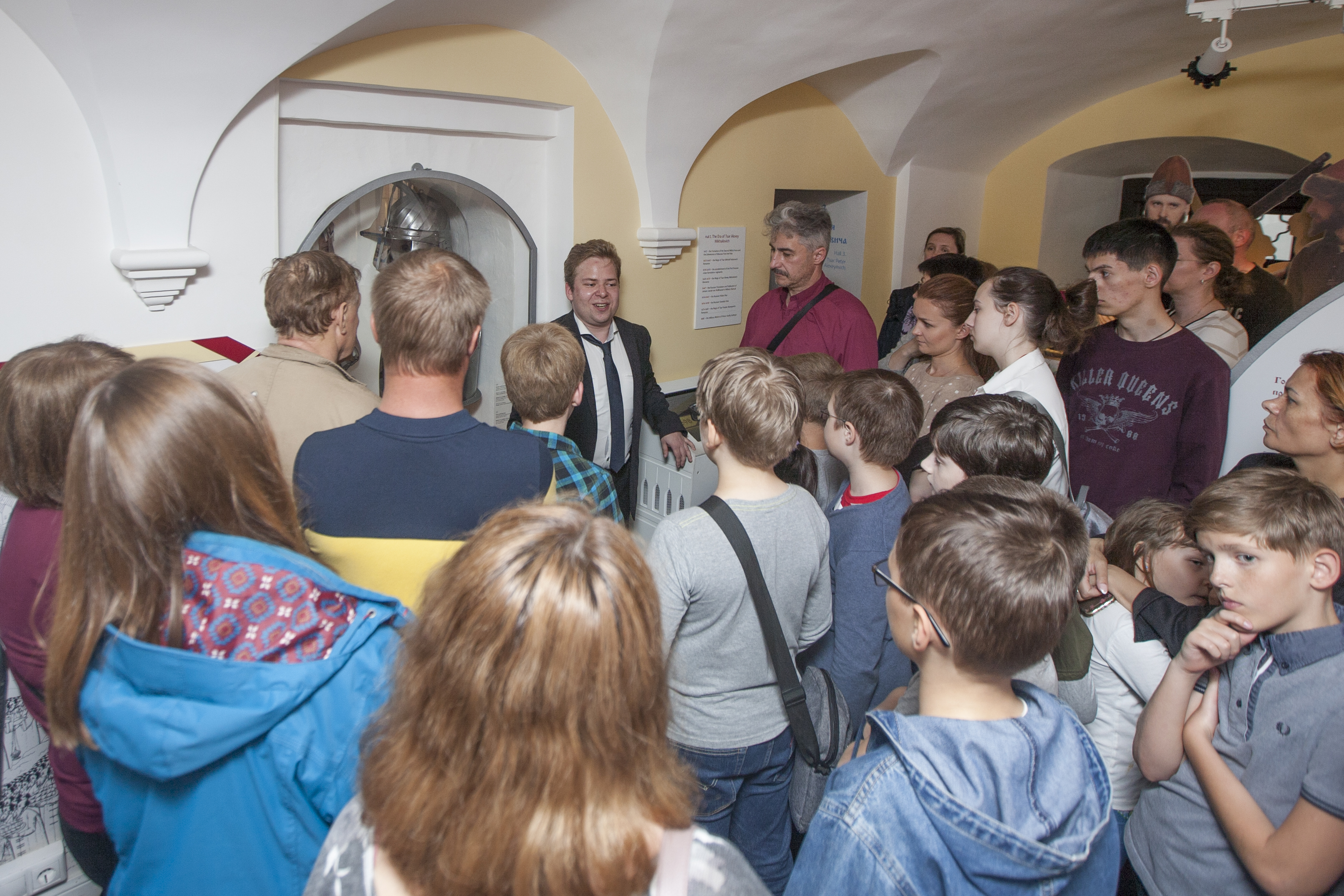
Классическая экскурсия по экспозиции «Московские стрельцы»
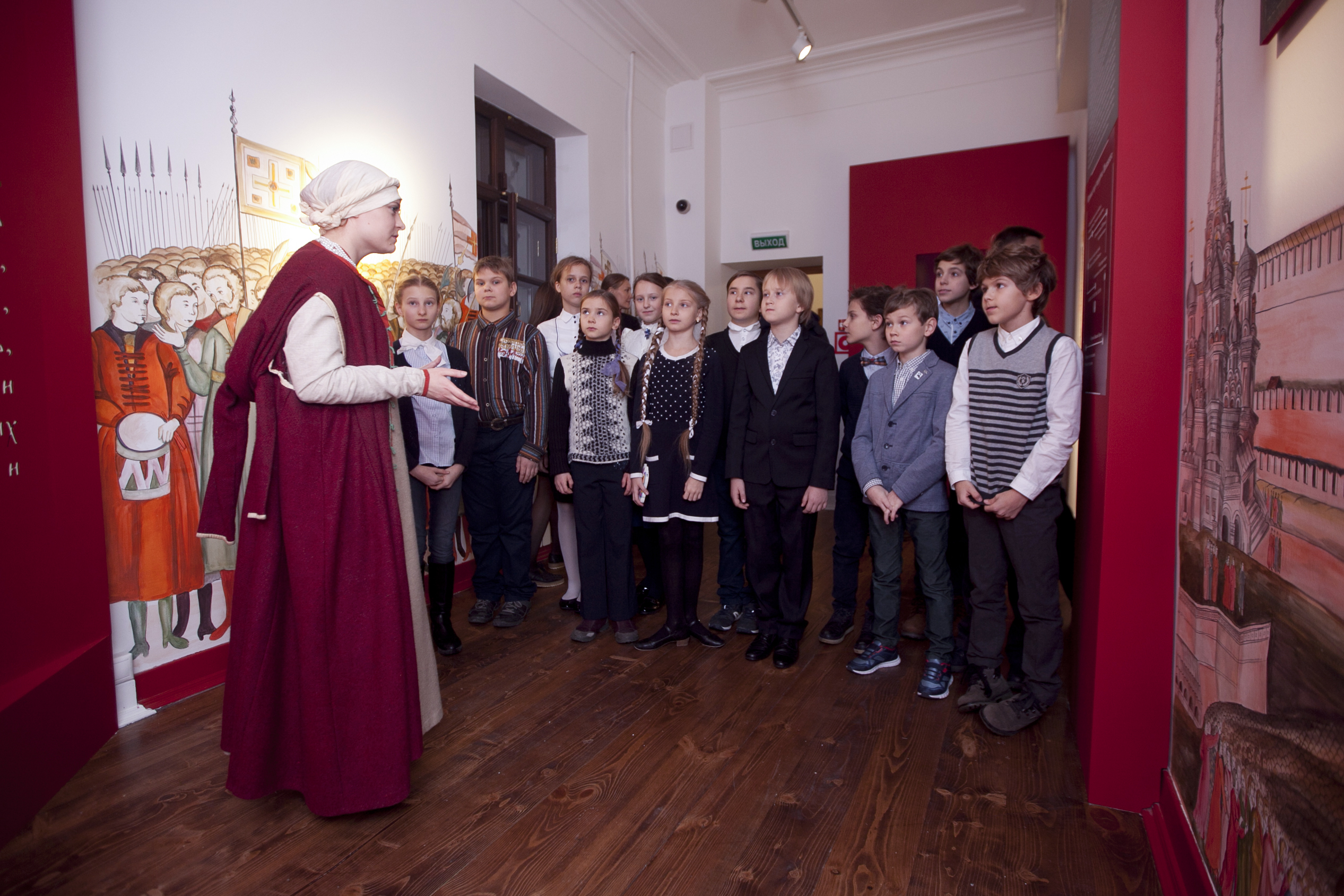
Костюмированная экскурсия со стрелецкой дочкой Алёнушкой

## Музейные программы
В Музее проходят интерактивные костюмированные программы для детей и родителей и празднование детских дней рождений.
- «Аз да буки, а потом науки, или как учились на Руси»
- «Старинный быт боярских палат»
- «Хитрости ратного дела»
- Костюмированный интерактивный квест «В поисках сокровищ Ивана Грозного»
- Костюмированная программа «Тайны монетного двора»

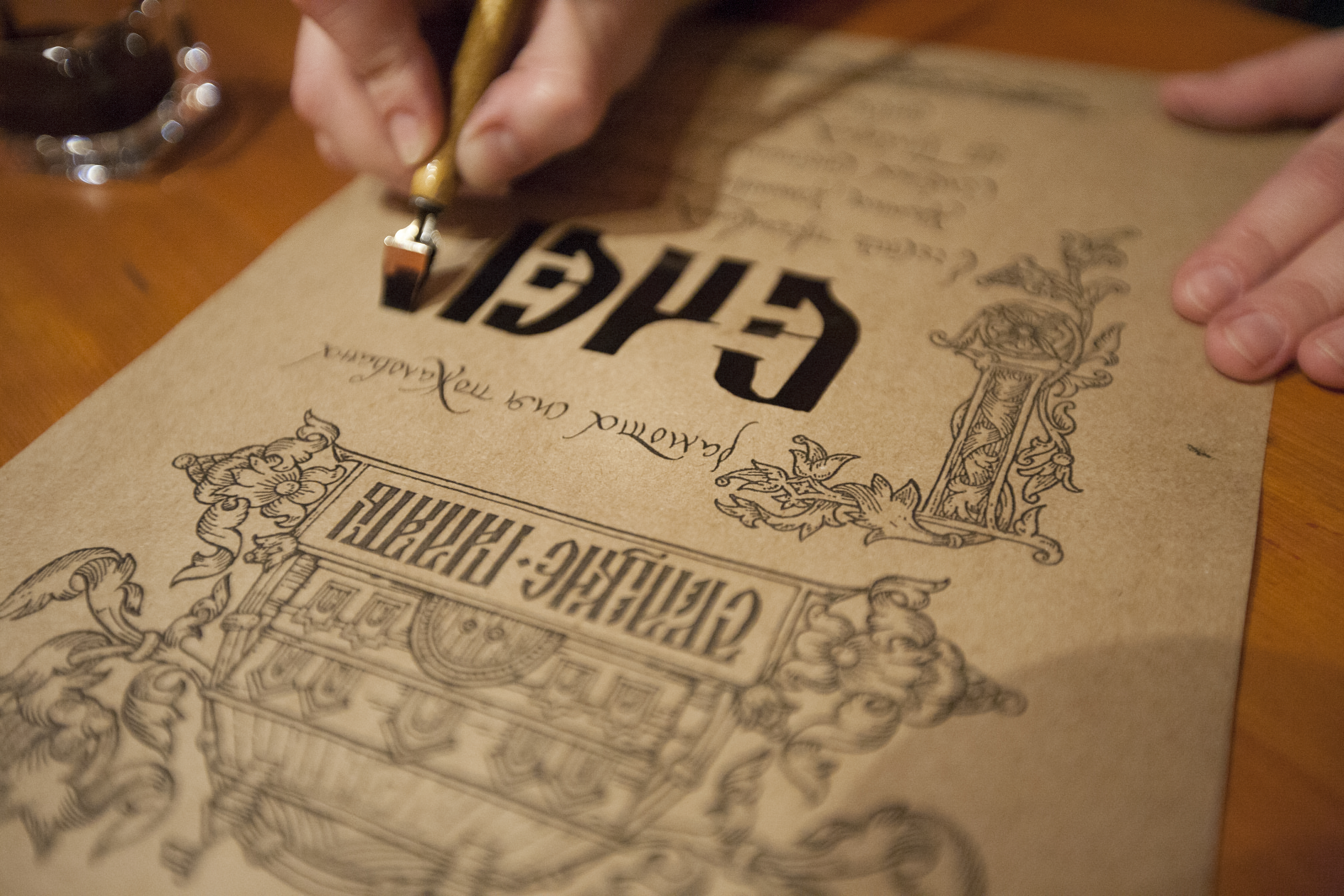
«Аз да буки, а потом науки, или как учились на Руси»
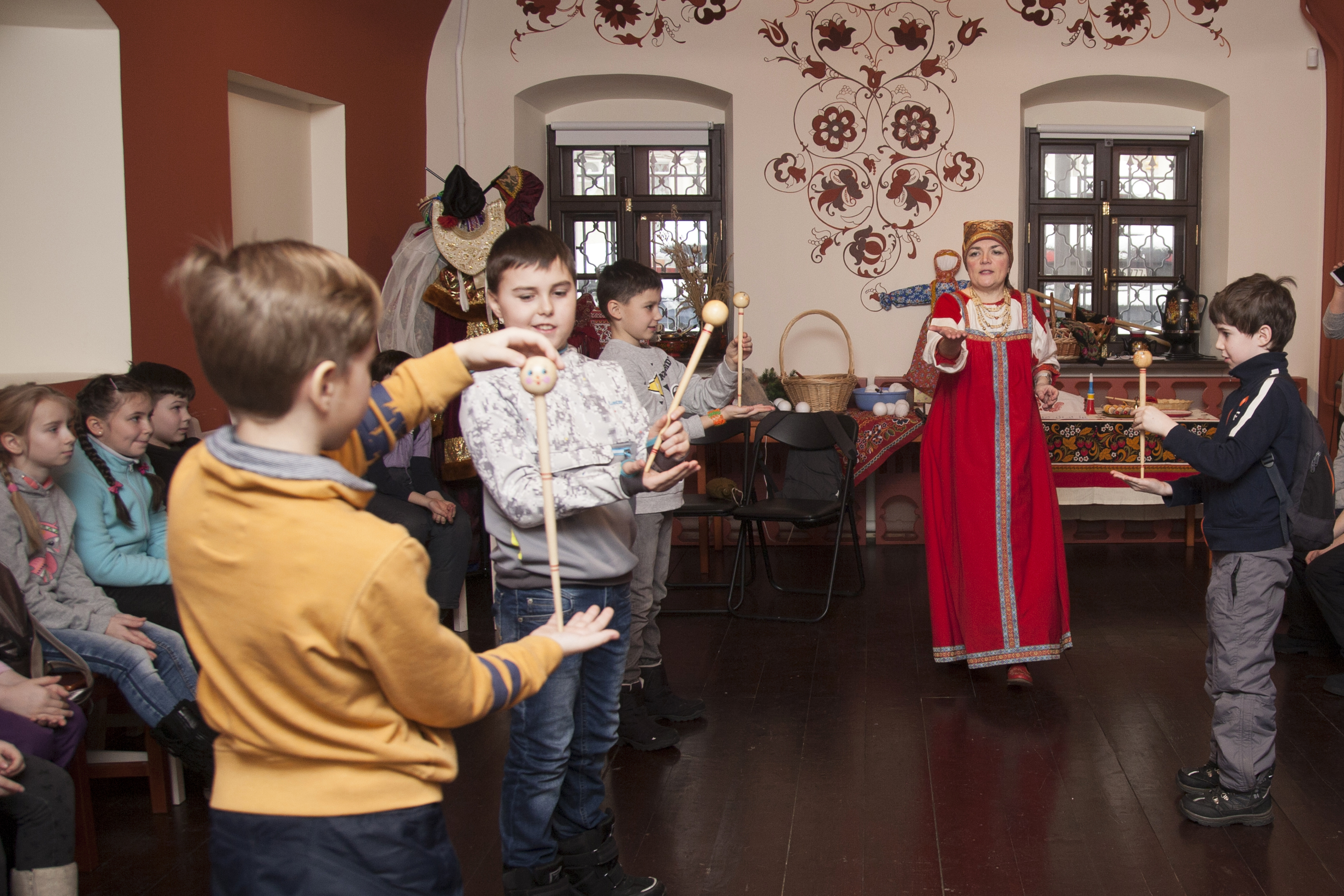
«Старинный быт боярских палат»
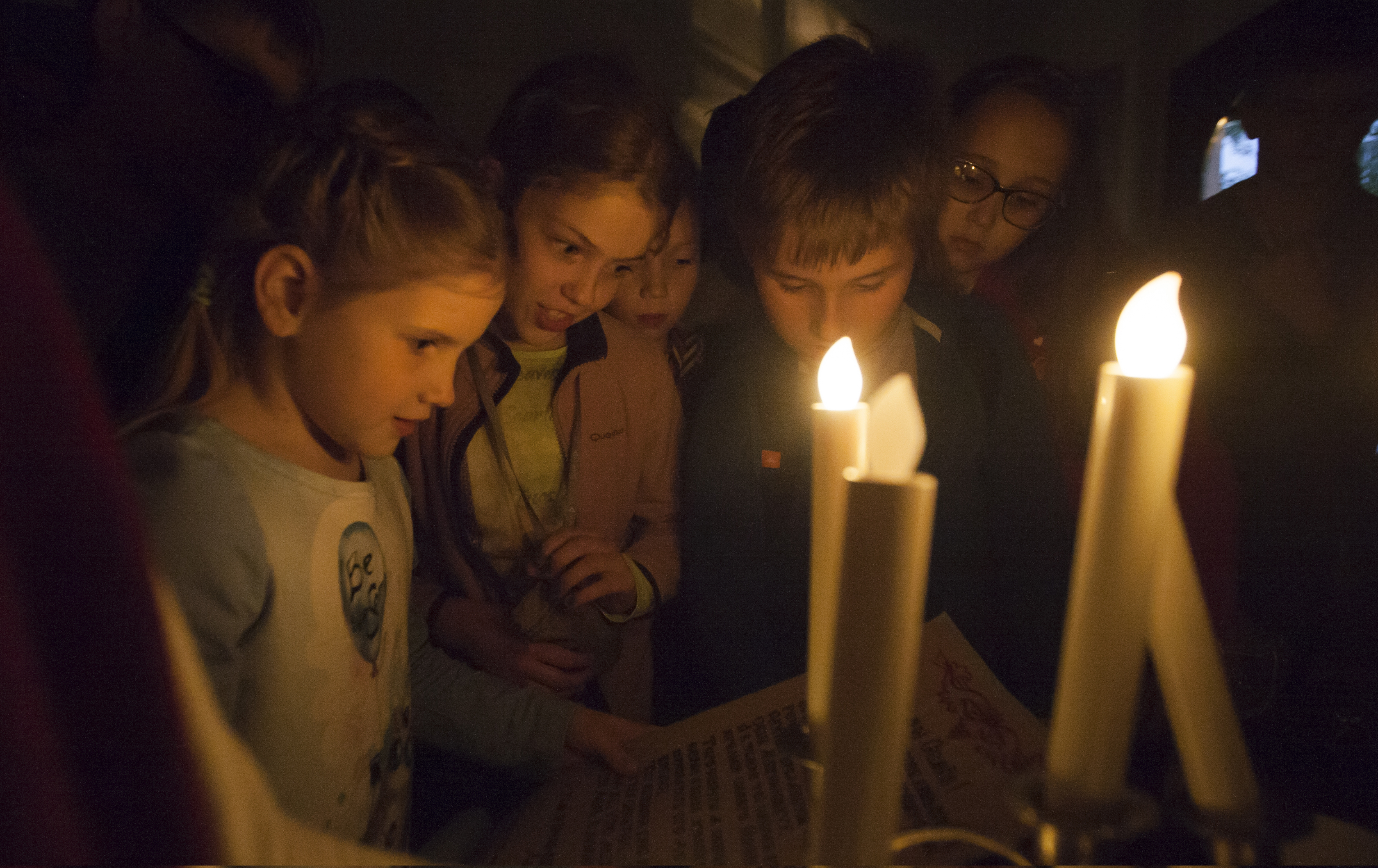
Костюмированная интерактивная программа «В поисках сокровищ Ивана Грозного»
Костюмированная интерактивная программа «В поисках сокровищ Ивана Грозного»
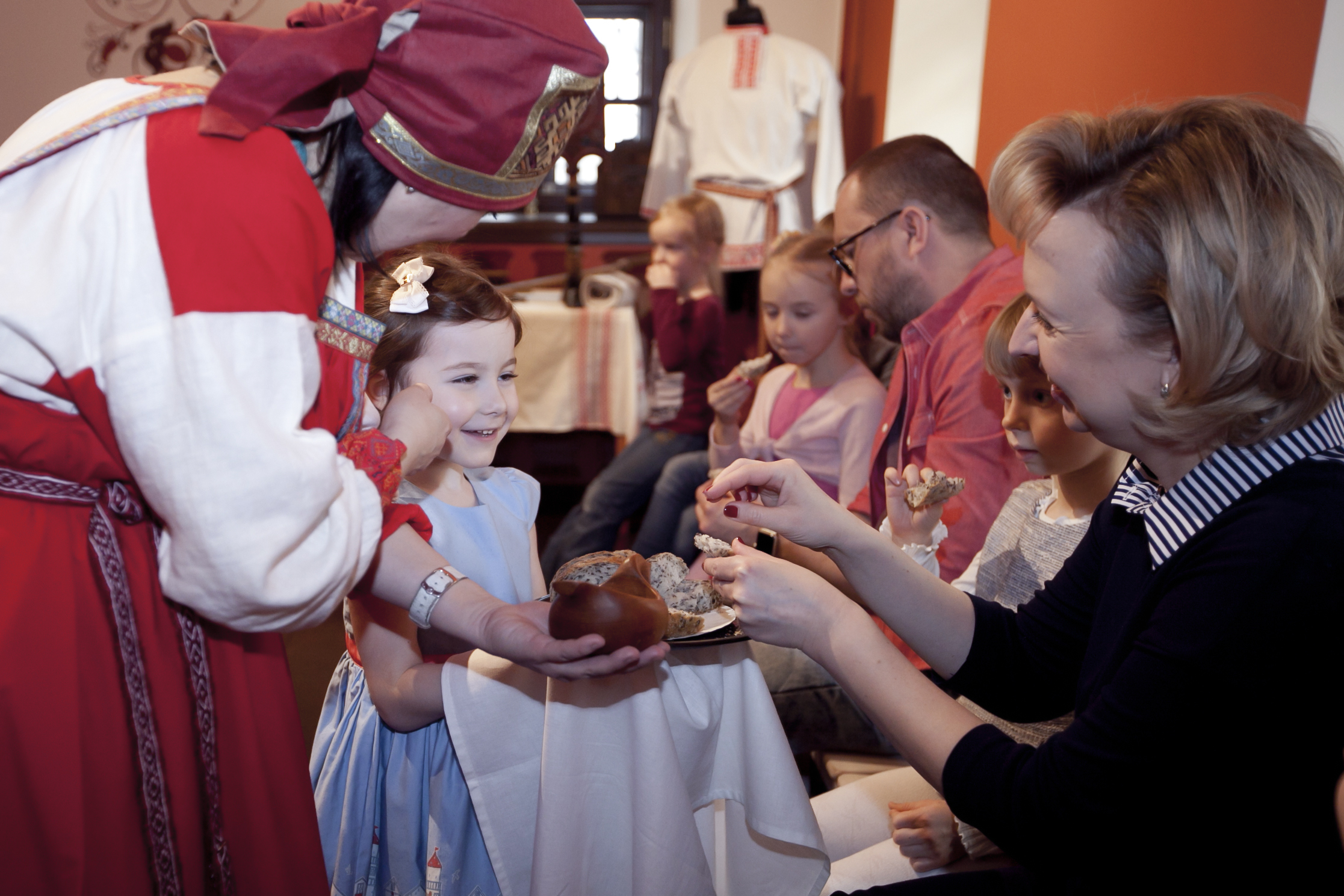
День рождения в Музее Московских стрельцов «Стрелецкие палаты»
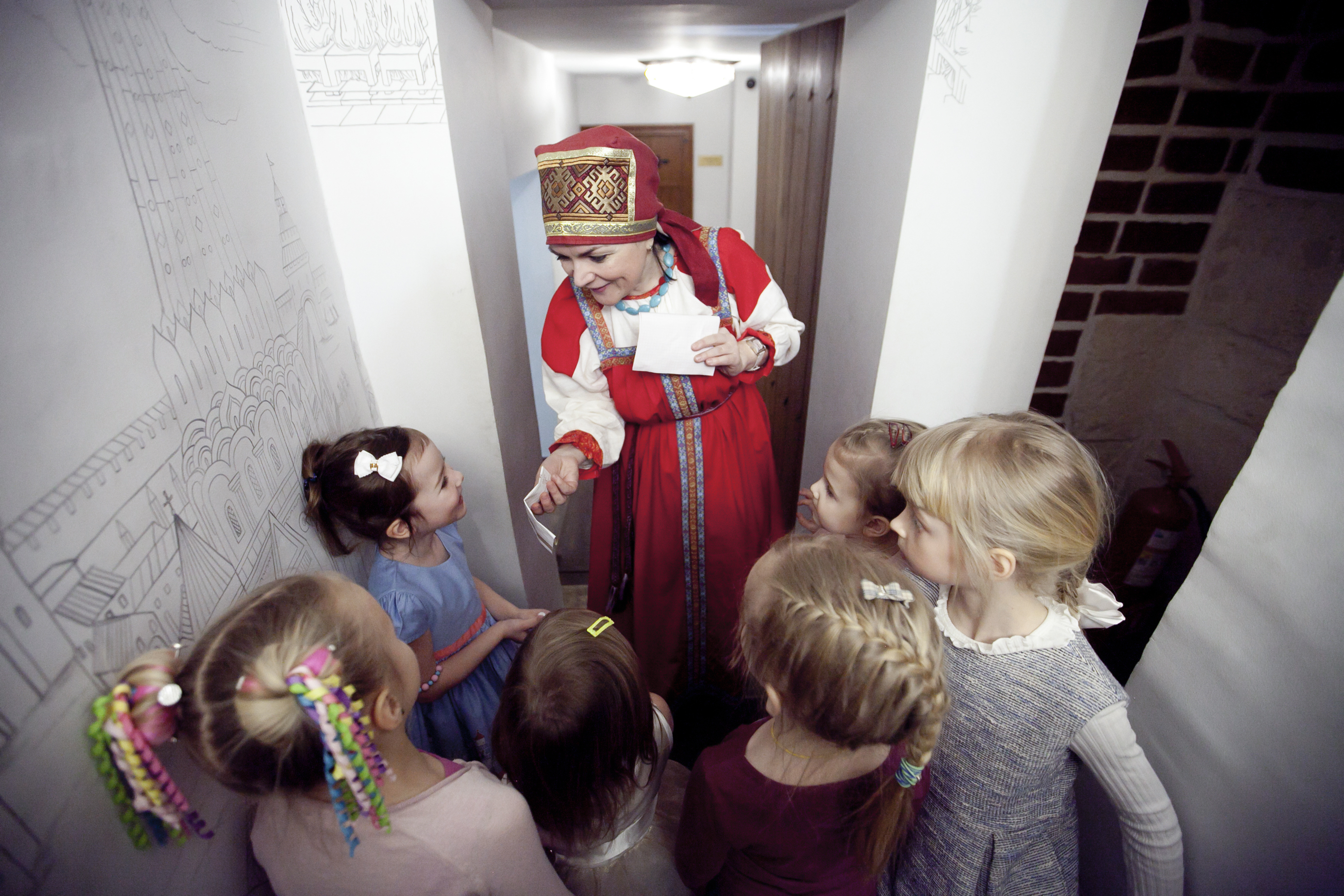
День рождения в Музее Московских стрельцов «Стрелецкие палаты»

## Часы работы музея
Ежедневно с 10.00 до 19.00 (касса до 18.30). 

## Контактная информация
Адрес: Москва, Лаврушинский переулок, дом 17, строение 1 (во дворе Дома Писателей)
Телефон: +7 (495) 648-18-14
E-mail: museum@rvio.org